# Тројан Гундулић
Тројан Гундулић (итал. Troiano Gondola; Дубровник, око 1500 — око 1555) био је српски трговац и штампар пореклом из Дубровачке републике. Познат је по томе што је учествовао у штампању прве књиге у Београду, Четверојеванђеље.

## Биографија
Тројан Гундулић рођен је у Дубровнику око 1500. године. Једно је од ванбрачне деце Федерика Гундулића, дубровачког племића и пучанке, вероватно служавке у његовој кући, Томуше. Иако званично признат од оца, никада није стекао племићку титулу. У Дубровнику је завршио берберски занат, којим је почео да се бави у родном граду а наставио и по доласку у Београд. Касније се бавио трговином, што му је омогућило да се упусти у штампарске послове и финансира штампање књига. Као и већина Дубровчана у Београду био је становник Дубровачке колоније.
Велика штампарија основана је у Гундулићевој кући, након што је учио о штампању од стране свог ментора Радише Дмитровића. Гундулић је наставио рад на Четверојеванђељу, који је започео Дмитровић, али убрзо преминуо. За узврат, Гундулић је Четвреојеванђеље пренео јеромонаху Мардарију, који је основао штампарију у манастиру Мркшина црква и био искусан штампар. Према неким извора, јеромонах Мардарије инспирисао је прво Дмитровића, а потом и Гундулића, да инвестира у штампарију и организовао све активности током оснивања штампарије у Београду.
Гундулић је преминуо око 1555. године, а након тога 121 књига пронађена је у његовој кући, укључујући 59 копија Јеванђеља.